# Lilli Halttunen
Lilli Halttunen (1 juli 2005) is een voetbalspeelster uit Finland. Ze speelt als aanvaller voor Linköpings FC in de Damallsvenskan.

## Clubcarrière
Halttunen kwam in haar jeugdjaren uit voor LePa, FC Espoo en HJK. Voor HJK tekende ze op 30 augustus 2022 haar eerste profcontract en maakte ze haar debuut in de Kansallinen Liiga, het hoogste vrouwenvoetbalniveau van Finland. Dit deed ze op 16 april 2022 in een thuiswedstrijd tegen HPS door in de 86ste minuut in te vallen voor Oona Sevenius. In diezelfde wedstrijd wist Halttunen gelijk tot scoren te komen door in de 95ste minuut de eindstand op 5-1 te bepalen. In hetzelfde jaar werd ze verhuurd aan PKKU uitkomend in de Ykkönen. In het seizoen 2023 keerde ze terug bij HJK in de Finse hoofdstad Helsinki. Een seizoen later had Halttunen met 12 doelpunten een belangrijk aandeel in het kampioenschap van HJK in de Kansalinnen Liiga. Ook werd de Finse beker aan de prijzenkast toegevoegd dat seizoen door FC Honka in de finale met 2-1 te verslaan. 
Voorafgaande aan het seizoen 2025 werd Halttunen overgenomen door de Zweedse club Linköpings FC. Linköpings FC betaalde een transfersom voor de komst van Halttunen. Voor deze club maakte Halttunen op 4 maart 2025 haar debuut in een met 2-0 verloren uitwedstrijd tegen FC Rosengård. In de volgende wedstrijd, uit tegen Vaxjö DFF, wist Halttunen haar eerste doelpunt voor Linköpings FC te maken door in de elfde minuut de score te openen.

## Statistieken
| Seizoen | Club          | Land    | Competitie        | Wedstrijden | Doelpunten |
| ------- | ------------- | ------- | ----------------- | ----------- | ---------- |
| 2022    | HJK           | Finland | Kansallinen Liiga | 8           | 2          |
| 2023    | HJK           | Finland | Kansallinen Liiga | 12          | 2          |
| 2024    | HJK           | Finland | Kansallinen Liiga | 23          | 12         |
| 2025    | Linköpings FC | Zweden  | Damallsvenskan    | 0           | 0          |
| Totaal  | Totaal        | Totaal  | Totaal            | 43          | 16         |

Laatste update: 18 maart 2025

## Interlandcarrière
Halttunen doorliep als jeugdinternational meerdere Finse jeugdelftallen alvorens ze in oktober 2024 voor het eerst werd opgeroepen voor het Finse nationale team. Ze maakte op 29 oktober 2024 haar interlanddebuut in een Nations League wedstrijd tegen Montenegro door in de 46ste minuut in te vallen voor Oona Sevenius. In diezelfde wedstrijd wist Halttunen gelijk haar eerste interlanddoelpunt te maken door in de 80ste minuut de eindstand op 5-0 te bepalen.